# 华鲮两极虫
华鲮两极虫（学名：Myxidium sinilabi）为两极科两极虫属的动物。在中国，分布于贵州等，营寄生生活，寄生在华鲮、泉水鱼的胆囊。